# Massimo Zucchelli
Massimo Zucchelli (22 febbraio 1972) è un ex sciatore alpino italiano.

## Biografia
Zucchelli, gigantista puro originario di Gandino, debuttò in campo internazionale in occasione dei Mondiali juniores di Geilo/Hemsedal 1991, dove vinse la medaglia d'oro; in Coppa del Mondo ottenne il primo risultato di rilievo il 28 novembre 1992 a Sestriere (15º) e il miglior piazzamento il 18 dicembre 1994 a Val-d'Isère (12º), mentre in Coppa Europa conquistò l'ultima vittoria il 10 febbraio 1996 a Sella Nevea e l'ultimo podio il 5 marzo successivo a Champoluc (2º). Prese per l'ultima volta il via in Coppa del Mondo il 14 gennaio 1997 ad Adelboden, senza completare la prova, e si ritirò al termine della stagione 2001-2002; la sua ultima gara fu uno slalom gigante FIS disputato il 16 marzo a Ponte di Legno/Passo del Tonale. Non prese parte a rassegne olimpiche o iridate.

## Palmarès

### Mondiali juniores
- 1 medaglia:
  - 1 oro (slalom gigante a Geilo/Hemsedal 1991)

### Coppa del Mondo
- Miglior piazzamento in classifica generale: 87º nel 1995

### Coppa Europa
- Miglior piazzamento in classifica generale: 8º nel 1994
- 4 podi (dati dalla stagione 1994-1995):
  - 1 vittoria
  - 2 secondi posti
  - 1 terzo posto

#### Coppa Europa - vittorie
| Data             | Località    | Paese  | Specialità |
| ---------------- | ----------- | ------ | ---------- |
| 10 febbraio 1996 | Sella Nevea | Italia | GS         |

Legenda:

GS = slalom gigante